# Bleu de méthylène
Le  bleu de méthylène, ou chlorure de méthylthioninium, est un composé hétérocyclique à trois noyaux dérivé de la phénothiazine utilisé à la fois comme médicament et colorant dont l'action repose sur les propriétés rédox. Il a été préparé pour la première fois par Heinrich Caro en 1876. C'est un solide cristallisé inodore soluble dans l'eau et, dans une moindre mesure, dans l'éthanol. À l'état pur, il se présente sous la forme d'une poudre vert foncé ; on le trouve commercialement également sous forme d'un sel double avec le chlorure de zinc, de couleur brune.
En tant que médicament, il est inscrit sur la liste modèle de l'OMS des médicaments essentiels comme antidote pour traiter la méthémoglobinémie lorsque le taux de méthémoglobine dépasse 30 % ou lorsque les symptômes persistent malgré une oxygénothérapie ; il était auparavant utilisé en cas d'intoxication au cyanure ou d'infection urinaire, mais cet usage n'est plus recommandé. Il est généralement administré par injection intraveineuse. Les effets indésirables les plus courants sont les céphalées, les vomissements, la confusion, la dyspnée et l'hypertension artérielle. On peut observer plus rarement un syndrome sérotoninergique (ne doit pas être associé avec certains antidépresseurs en raison d'une interaction délétère), une hémolyse ou une allergie.
En tant que colorant, il présente de nombreux usages, notamment du fait que sa couleur dépend de son état rédox : il est incolore à l'état réduit, mais est bleu à l'état oxydé. C'est un bon accepteur d'hydrogène capable d'oxyder les alcools en aldéhydes en présence de platine. Il permet de colorer les tissus vivants, et est également utilisé en biochimie pour colorer les acides nucléiques bien qu'il soit moins spécifique que le bromure d'éthidium car il ne s'intercale pas dans les polynucléotides ; ce qui le rend aussi moins toxique que ce dernier.

## Usages

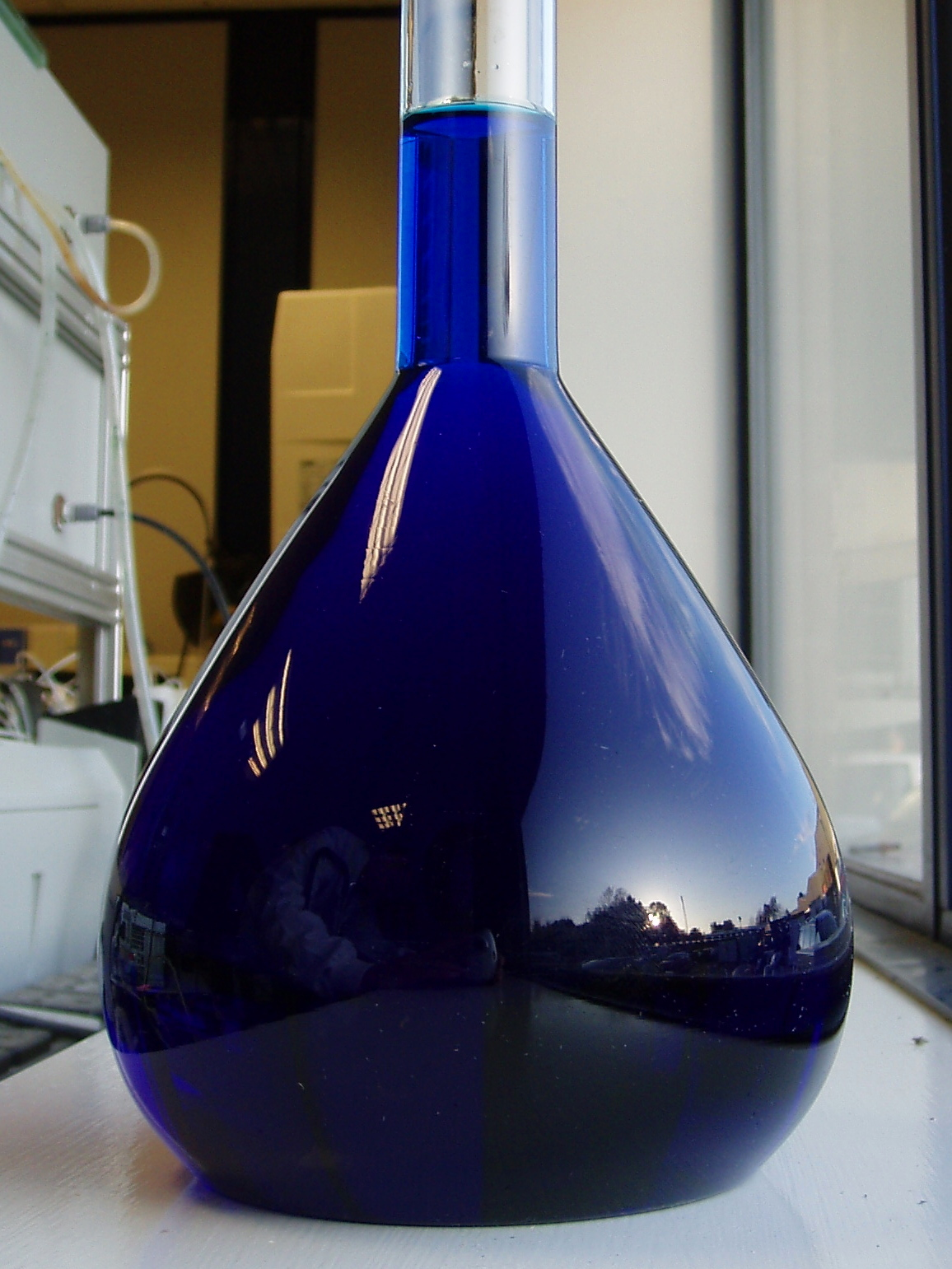
Fiole de bleu de méthylène.

Le bleu de méthylène est utilisé dans divers domaines :
- il sert d'indicateur coloré redox : sa forme oxydée est bleue tandis que sa forme réduite est incolore. On l'utilise dans la fameuse expérience de la bouteille bleue[7] ;
- il est employé comme colorant histologique. Le bleu de méthylène teint le collagène des tissus en bleu. Il tache la peau durant plusieurs semaines. Il est donc utilisé comme encre alimentaire pour les viandes, par tampon ;
- il permet de calculer le taux de dureté de l'eau (en °Th : taux hydrotimétrique)[réf. nécessaire] ;
- en géotechnique, il est utilisé dans l'essai au bleu de méthylène : il permet de déterminer l'argilosité d'un sol en mesurant la capacité de ce dernier à l'adsorber[8] ;
- en médecine, il est fréquemment utilisé comme marqueur afin de tester la perméabilité d'une structure (par exemple des trompes utérines lors d'une hystérosalpingographie). Il est aussi utilisé lors de chimiothérapie anti-cancéreuse comme antidote à l'ifosfamide afin de prévenir les crises de convulsions liées à la neuro-toxicité du produit ; il est également utilisé en cas de Méthémoglobinémie[9] (syndrôme du bébé bleu) occasionné chez l'adulte à la suite d'une intoxication au Poppers[10]
- le bleu de méthylène est utilisé en quantité importante pour lutter contre la méthémoglobine ;
- s'il est ingéré, il peut colorer l'urine[11] et les selles ;
- il peut servir d'antiseptique, notamment en aquariophilie[12], ou en traitement d'appoint des plaies superficielles[13] (chez le cheval par exemple), bien que sa faible activité antimicrobienne l'ait fait progressivement abandonner chez l'humain[14] ;
- il est aussi utilisé associé à un laser spécifique dans des traitements dentaires pour soigner et éliminer des poches parodontales ;
- il est plus rarement utilisé en tant que colorant pour la fabrication d'encre dans certaines activités artistiques (dessin, peinture, graffiti).
- Utilisé en Espaces verts, c'est un colorant temporaire indicateur de traitement pour améliorer les bonnes pratiques d'application.

On peut en trouver en droguerie, en pharmacie et en magasin de produits chimiques, mais de plus en plus difficilement.